# Ametralladora pesada Tipo 92
La Tipo 92 (九二式重機関銃 Kyūnii-shiki jū-kikanjū?) era una ametralladora pesada japonesa y fue la ametralladora pesada estándar durante la Segunda Guerra Mundial. Su designación hace referencia al año imperial japonés 2592, o 1932 según el calendario gregoriano, año en el cual esta ametralladora entró en servicio. Por su fiabilidad, fue empleada después de la guerra por diversas Fuerzas Armadas del sudeste de Asia. Fue fabricada por Hino Motors e Hitachi, con una producción total de 45.000 unidades.

## Diseño
La Tipo 92 era esencialmente una versión agrandada de la Tipo 3, con el calibre aumentado a 7,70 mm, y al igual que la Tipo 3 enfriada por aire, alimentada mediante peines y basada en la Hotchkiss M1914. Podía emplear tanto cartuchos calibre 7,70 mm Shiki sin pestaña y con pestaña. También aceptaba cartuchos calibre 7,70 mm Arisaka si no había otro tipo de munición disponible. Las balas disparadas por esta ametralladora alcanzaban una velocidad de casi 740 m/s y su cadencia de fuego era de unos 450 disparos/minuto. A veces fue empleada como arma antiaérea ligera durante la Guerra del Pacífico. Fue apodada "pájaro carpintero" por los soldados aliados debido al característico sonido que producía al ser disparada. La Tipo 92 tenía un alcance máximo de 4.500 m, pero su alcance efectivo era de 800 m. 
La ametralladora estaba diseñada para ser disparada desde un trípode, por un equipo de tres soldados.
Una característica poco común de esta ametralladora era la ubicación del alza y el punto de mira - ligeramente hacia la derecha en lugar de estar en el centro del arma. Se produjeron varias miras diferentes para la Tipo 92, como las miras periscópicas Tipo 93 y Tipo 94, así como la mira telescópica Tipo 96. También fue producida un alza antiaérea tipo anillo.
Los principales problemas de esta ametralladora eran sus cortos peines, que no le permitían efectuar una gran cantidad de disparos como una ametralladora alimentada mediante cinta, y el aceitador, que permitía una mejor eyección de los casquillos en entornos limpios pero atraía tierra y polvo dentro del cajón de mecanismos de la ametralladora en combate. El arma tenía una bomba de aceite interna, que era accionada por el cerrojo. Esta soltaba una pequeña cantidad de aceite en una brocha, que lubricaba cada cartucho mientras era introducido desde el brocal.

## Historial de combate
Fue ampliamente empleada por el Ejército Imperial Japonés y las fuerzas colaboracionistas chinas. Las ametralladoras capturadas también fueron ampliamente empleadas por el Ejército Nacional Revolucionario chino contra los japoneses durante la Segunda Guerra Mundial[cita requerida] y por el Ejército Norcoreano contra las tropas de las Naciones Unidas durante la Guerra de Corea. El Viet Minh las empleó contra el Cuerpo Expedicionario Francés en Extremo Oriente (CEFEO) durante la guerra de Indochina, al igual que el Ejército indonesio contra las fuerzas neerlandesas durante la Revolución indonesia.

## Usuarios
- : Japón: Empleada por el Ejército Imperial Japonés y diversas fuerzas colaboracionistas.[6]
- China[9]
  -  República de China[9]
- Corea del Norte[10]
- Filipinas[11][12]
- Indonesia[8]
- Manchukuo: iba a reemplazar a la ametralladora pesada Tipo 3, pero no se suministraron suficientes unidades.[13]
- Taiwán[9]
- : Viet Minh[14] y Viet Cong.[15]

## Galería

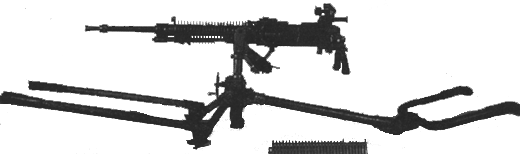
Una ametralladora pesada Tipo 92 con su trípode y peine de cartuchos.

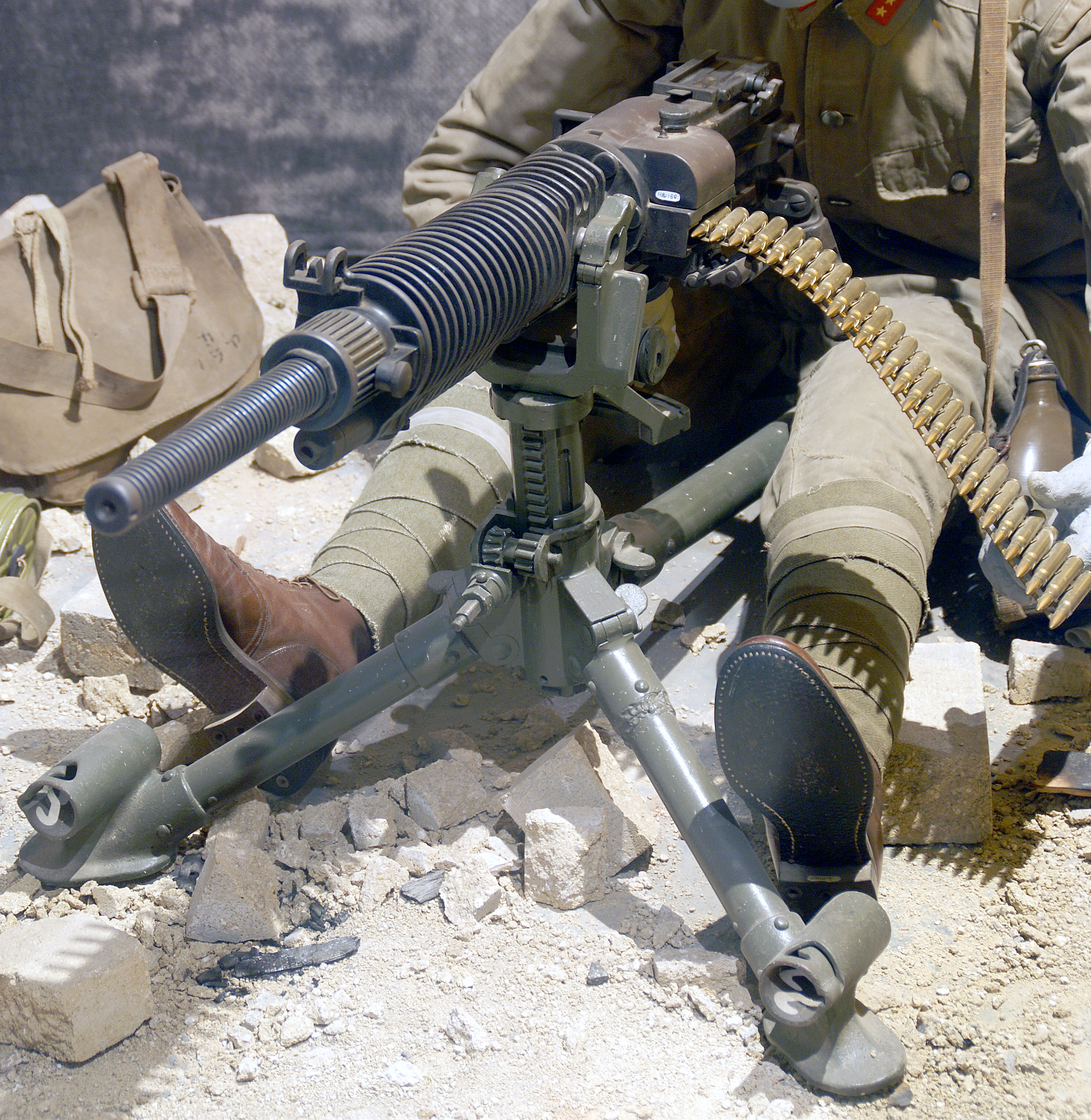
Detalle de la alimentación mediante peine de 30 cartuchos.
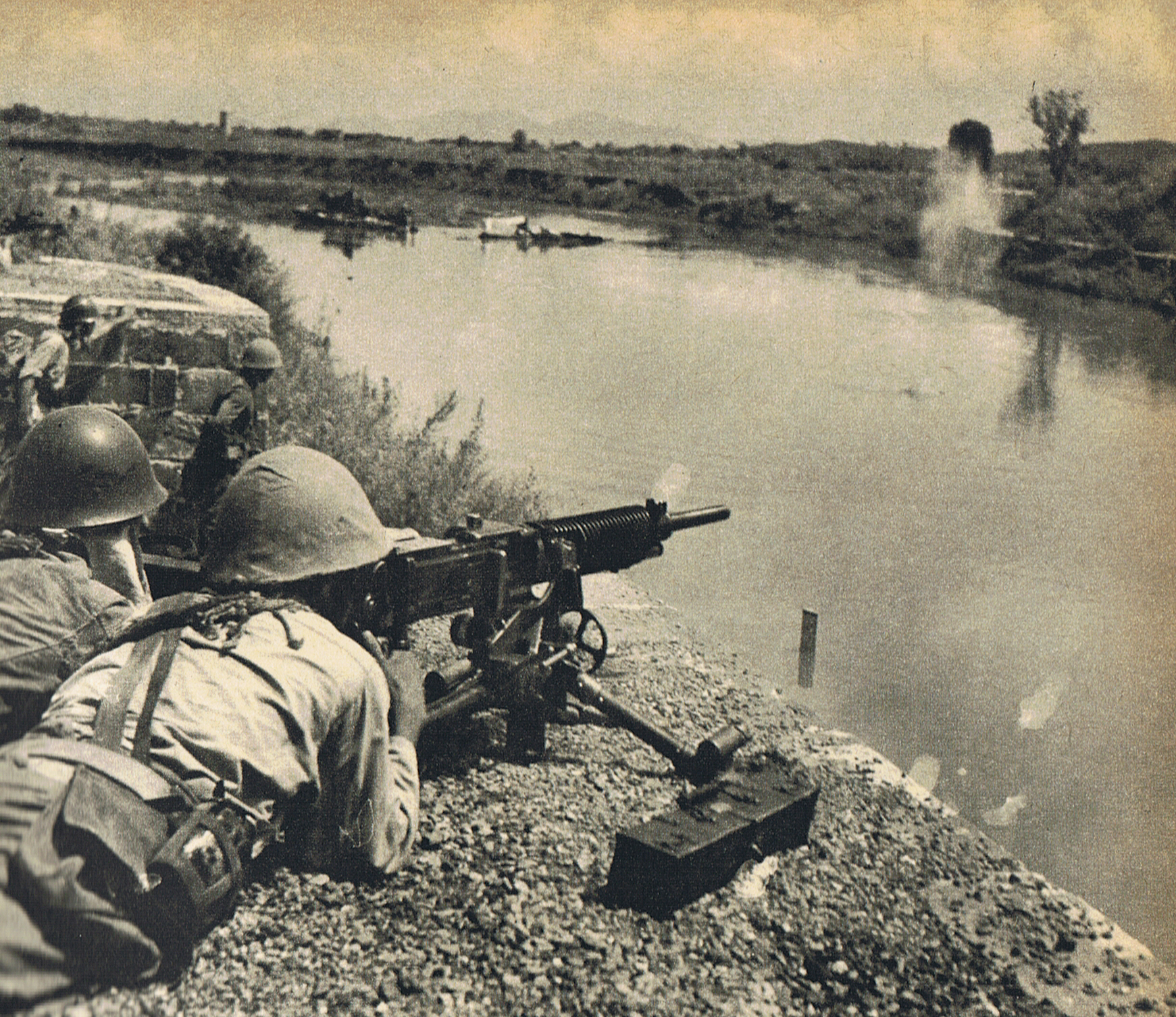
En acción durante la Batalla de Changsha (1941).
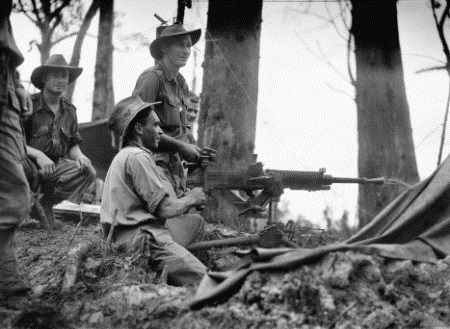
Soldados australianos disparando una ametralladora Tipo 92 capturada.
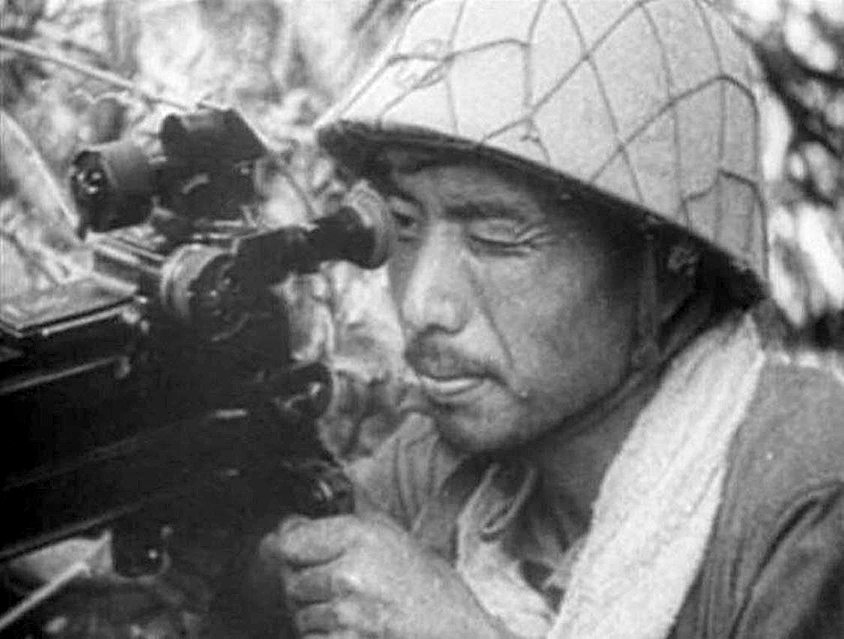
Soldado japonés apuntando su ametralladora Tipo 92 mediante mira periscópica en Guadalcanal, 1942.